# Kūsālār-e Pā'īn
Kūsālār-e Pā'īn (persiska: کوسالار پائین, Kūhsālār-e Soflá) är en ort i Iran.   Den ligger i provinsen Östazarbaijan, i den nordvästra delen av landet, 400 km nordväst om huvudstaden Teheran. Kūsālār-e Pā'īn ligger 1 479 meter över havet och antalet invånare är 108.
Terrängen runt Kūsālār-e Pā'īn är kuperad åt sydväst, men åt nordost är den platt. Kūsālār-e Pā'īn ligger nere i en dal. Runt Kūsālār-e Pā'īn är det ganska glesbefolkat, med 40 invånare per kvadratkilometer. Närmaste större samhälle är Torkmanchay, 7,5 km nordost om Kūsālār-e Pā'īn. Trakten runt Kūsālār-e Pā'īn består i huvudsak av gräsmarker.